# Bernardo Sánchez Bascuñana
Bernardo Sánchez Bascuñana (Carrión de los Céspedes, província de Sevilla, 1905 - Granada, 1972) va ser el botxí titular de l'Audiència Territorial de Sevilla (Espanya) entre els anys 1949 i 1972.

## Biografia
Natural de Carrión de los Céspedes, a la província de Sevilla, va tenir una infància difícil, ja que la seva mare va morir quan era nen. Als dotze anys va haver de sortir de casa a buscar-se la vida, criant-se malgrat les dificultats "dret com una parra", segons comptava el mateix Bernardo en el documental Queridísimos verdugos, de Basilio Martín Patino.
Es trobava a Granada pel seu treball quan va esclatar la Guerra Civil Espanyola. Immediatament va ingressar en la Guàrdia Civil i va fer la guerra en el bàndol nacional servint en els setges de Cacín, Loja i a la Guarderia d'Aigües de la Confederació Hidrogràfica del Guadalquivir.
El 1949, havent quedat vacant la plaça de botxí de Sevilla, decideix abandonar la guàrdia civil i sol·licitar el càrrec, la qual cosa li va ser concedida pel Ministeri de Justícia. Segons sembla, l'anterior botxí de Sevilla, Bartolomé Casanueva Ramírez "Bartolo", havia estat mort mesos abans en un succés sobre el qual la censura franquista va tapar, motivat per una represàlia anarquista.
En total, durant el seu període d'exercici, 17 reus van ser "traspassats a l'eternitat" (per utilitzar la terminologia del mateix Bernardo) a Andalusia, Extremadura, Balears i Canàries, on va executar a Juan García Suárez "El Corredera". Sempre va emprar el mateix garrot, un model antic de mitjan segle xix i va arribar a sol·licitar el seu ingrés en l'Orde dels Franciscans.
Va morir el 25 de març de 1972, víctima d'un càncer, a la ciutat de Granada, poc després d'haver participat, amb els extremenys Antonio López Sierra i Vicente López Copete, en el rodatge de Queridísimos verdugos, documental sobre els tres "executors de sentències" que exercien a Espanya. El seu càrrec com a botxí titular de l'Audiència de Sevilla va ser ocupat pel sevillà José Monero Renomo, qui hauria d'executar a Tarragona a Heinz Chez.

## Reus executats per Bernardo Sánchez Bascuñana
- María Domínguez Martínez[6] (Huelva, 23 de maig de 1949)
- Antoni Riera Tur "Porchillo" (Eivissa, 25 de juliol de 1949)
- Domingo Belmonte López "Garrucha"(Melilla, juny de 1949)[5]
- El "Gitano" Rodríguez (Badajoz, 24 de juliol de 1950) amb Antonio López Sierra en qualitat d'aprenent i ajudant.
- José Muñoz Lozano (Granada, 26 de gener de 1953)
- Hilario José Martínez Aranda (Sevilla, 31 de gener de 1953)
- Dionisio Habas Rodríguez (Sevilla, 31 de gener de 1953)
- Miguel García Vázquez (Sevilla, 31 de gener de 1953)
- Félix Ricardo García Arellano (Sevilla, 23 de març de 1953)
- Manuel Doroteo Durán Gordillo (Sevilla, 23 de març de 1953)
- Jesús Silva Partido (Badajoz, 18 de juny de 1955)
- Antonio Hernández Jiménez (Granada, juny de 1955)
- Juan Vázquez Pérez[7] (Sevilla, 4 d'abril de 1956)
- Antonio Pérez Gómez[8] (Sevilla, 4 d'abril de 1956)
- Francisco Castro, "El Tarta"[8] (Sevilla, 4 d'abril de 1956)
- Francisco Abril Spínola (Sevilla, 31 d'octubre de 1959)
- Rafael Romero Peña (20 de febrer de 1960)
- Rafael Pino Cordón (20 de febrer de 1960)
- Juan García Suárez[9] (a) el Corredera (Las Palmas, 19 d'octubre de 1959)